# Emma Darwin

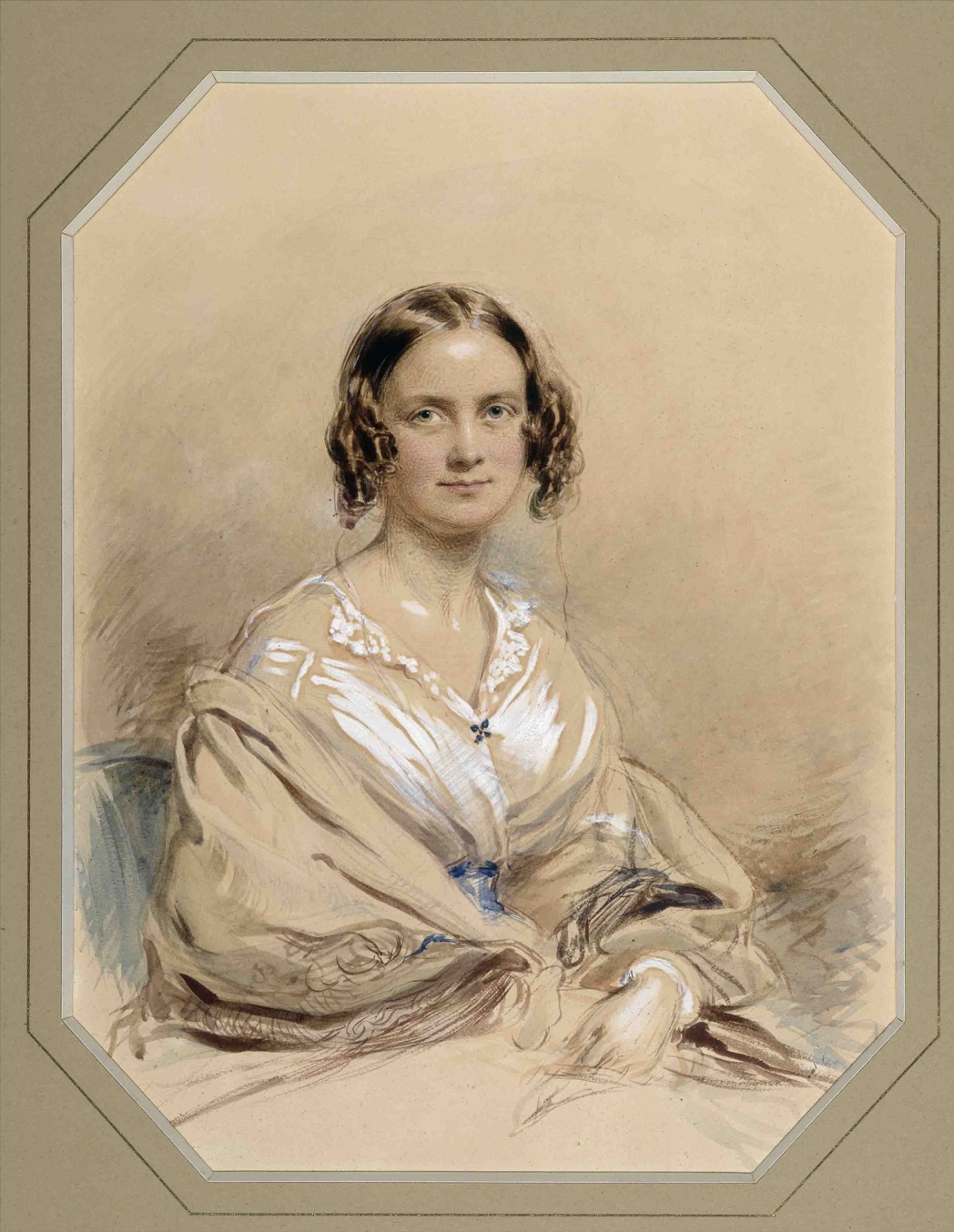
Emma Darwin na akwareli George'a Richmonda (1840)

Emma Darwin z domu Wedgwood (ur. 2 maja 1808 w Maer, zm. 7 października 1896) – żona i kuzynka brytyjskiego przyrodnika Charlesa Darwina. Z zawartego 29 stycznia 1839 r. małżeństwa urodziło się dziesięcioro dzieci, z których troje zmarło w młodym wieku.
Urodziła się w majątku Maer Hall, Maer, Staffordshire jako najmłodsze z siedmiorga dzieci Josiaha Wedgwooda II i jego żony Bessy (Elizabeth). 
Została wysłana do Paryża, gdzie pobierała naukę gry na fortepianie u Fryderyka Chopina. W 1826 razem z siostrą Fanny wyjechała pod Genewę do ciotki Jessie de Sismondi. Później wróciła do rodzinnego majątku, opiekowała się matką po udarze i starszą siostrą cierpiącą z powodu choroby kręgosłupa. 
11 listopada 1838 r. przyjęła oświadczyny Charlesa Darwina i 29 stycznia 1839 wyszła za niego w kościele anglikańskim w rodzinnym Maer. 
Emma Darwin pisała pamiętniki; zachowało się ich sześćdziesiąt, opisują lata 1824, 1833–1834, 1839–1845 i 1848–1896. Zmarła w 1896 roku, pochowana jest w Downe.
Dzieci Charlesa i Emmy:
- William Erasmus Darwin (1839–1914)
- Anne Elizabeth Darwin (1841–1851)
- Mary Eleanor Darwin (1842)
- Henrietta Emma „Etty” Darwin (1843–1927)
- George Howard Darwin (1845–1912)
- Elizabeth Darwin (1847–1926)
- Francis Darwin (1848–1925)
- Leonard Darwin (1850–1943)
- Horace Darwin (1851–1928)
- Charles Waring Darwin (1856–1858)

W 2001 ukazała się biografia Emmy Darwin autorstwa Edny Healey. W roku 2008 opublikowane jej zachowane przepisy kucharskie pod tytułem Mrs Charles Darwin's Recipe Book. Zysk ze sprzedaży książki zasilił Darwin Correspondence Project, prowadzony przez Cambridge University.
W filmie Creation z 2009 roku przedstawiono wątek związku Emmy i Charlesa. Emmę Darwin grała w nim Jennifer Connelly.